# Новоянтузово
Новоянтузово (баш. Яңы Яндыҙ) — село в Бирском районе Республики Башкортостан Российской Федерации. Входит в состав Верхнелачентауского сельсовета.

## География

### Географическое положение
Расстояние до:
- районного центра (Бирск): 35 км,
- центра сельсовета (Верхнелачентау): 8 км,
- ближайшей ж/д станции (Уфа): 141 км.

## Население
| 2002 | 2009 | 2010 |
| ---- | ---- | ---- |
| 362  | ↗379 | ↘286 |

Согласно переписи 2002 года, преобладающие национальности — башкиры (62 %), татары (35 %).